# Samtgemeinde Schüttorf

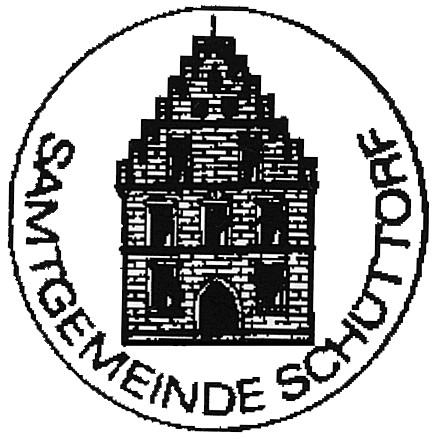
Siegel der Samtgemeinde Schüttorf

Die Samtgemeinde Schüttorf ist eine Stadt und Samtgemeinde im Landkreis Grafschaft Bentheim in Niedersachsen. In ihr haben sich fünf Gemeinden und die Stadt Schüttorf zur Erledigung ihrer Verwaltungsgeschäfte zusammengeschlossen. Der Sitz der Verwaltung der Samtgemeinde befindet sich in der Stadt Schüttorf.

## Geografie

### Gliederung
Die Samtgemeinde Schüttorf besteht aus folgenden Mitgliedskommunen:
- Gemeinde Engden: 44,27 km², 428 Einwohner
- Gemeinde Isterberg: 20,29 km², 650 Einwohner
- Gemeinde Ohne: 9,00 km², 640 Einwohner
- Gemeinde Quendorf: 14,08 km², 654 Einwohner
- Gemeinde Samern: 25,99 km², 817 Einwohner
- Stadt Schüttorf: 19,43 km², 13.643 Einwohner

(Stand: 31. Dezember 2023)

## Geschichte
Am 14. Dezember 1970 wurde die Samtgemeinde Schüttorf gegründet, diese bestand zunächst aus neun Gemeinden: der Stadt Schüttorf und den Gemeinden Engden, Drievorden, Neerlage, Wengsel, Ohne, Quendorf, Samern und Suddendorf. Am 1. März 1974 wurden die Gemeinden Engden und Drievorden zur Gemeinde Engden und die Gemeinden Neerlage und Wengsel zur Gemeinde Isterberg zusammengefasst. Zum 1. November 2011 wurde Suddendorf nach Schüttorf eingemeindet. 
Die Aufgabe der Samtgemeinde ist gemeinsame Planungsaufgaben wahrzunehmen, den Fremdenverkehr zu fördern und die Beseitigung von Abwasser und Müll zu übernehmen. Des Weiteren fallen die Erwachsenenbildung, die Förderung und Schaffung kultureller Einrichtungen und das Personenstandswesen in ihren Aufgabenbereich. Die Samtgemeinde wird vom Samtgemeinderat, dem Samtgemeindeausschuss und dem Samtgemeindebürgermeister verwaltet und verfügt über ein eigenes Siegel.

## Religionen
Die Einwohner der Samtgemeinde gehörten folgenden Konfessionen an:
- 46,3 % evangelisch-reformiert
- 21,5 % römisch-katholisch
- 13,0 % evangelisch-lutherisch
- 19,2 % andere Konfessionen (vor allem evangelisch-altreformiert) und Konfessionslose

(Stand: Februar 2006)

## Politik
Die Politik der Samtgemeinde untergliedert sich in Verwaltung und Rat der Samtgemeinde und Stadtrat und Gemeinderat der Mitgliedsgemeinden. Das Bürgermeisteramt der Gemeinden ist ehrenamtlich, der Samtgemeindebürgermeister ist hauptamtlich tätig.

### Samtgemeinderat
Der Rat der Samtgemeinde Schüttorf besteht aus 32 Ratsfrauen und Ratsherren. Dies ist die festgelegte Anzahl für eine Gemeinde mit einer Einwohnerzahl zwischen 15.001 und 20.000 Einwohnern. Die 32 Ratsmitglieder werden durch eine Kommunalwahl für jeweils fünf Jahre gewählt. Die aktuelle Amtszeit begann am 10. November 2021.
Stimmberechtigt im Rat der Samtgemeinde ist außerdem der hauptamtliche Samtgemeindebürgermeister Manfred Windhaus (parteilos).
Die letzte Kommunalwahl am 12. September 2021 ergab das folgende Ergebnis:
- Linke: 0
- Grüne: 5
- SPD: 10
- FDP: 2
- CDU: 13
- SL: 1
- AfD: 1

| Parteien und Wählergemeinschaften | Parteien und Wählergemeinschaften           | Prozent | Sitze |
| --------------------------------- | ------------------------------------------- | ------- | ----- |
| CDU                               | Christlich Demokratische Union Deutschlands | 40,29   | 13    |
| SPD                               | Sozialdemokratische Partei Deutschlands     | 31,15   | 10    |
| Grüne                             | Bündnis 90/Die Grünen                       | 15,03   | 5     |
| FDP                               | Freie Demokratische Partei                  | 4,97    | 2     |
| AfD                               | Alternative für Deutschland                 | 3,52    | 1     |
| SL                                | Schüttorfer Liste                           | 3,21    | 1     |
| Linke                             | Die Linke                                   | 1,82    | 0     |
| Gesamt                            | Gesamt                                      | 100     | 32    |
| Wahlbeteiligung in Prozent        | Wahlbeteiligung in Prozent                  | 56,00   | 56,00 |

Damit ergibt sich folgende Sitzverteilung:
| Rat der Samtgemeinde Schüttorf                 | Rat der Samtgemeinde Schüttorf | Rat der Samtgemeinde Schüttorf | Rat der Samtgemeinde Schüttorf | Rat der Samtgemeinde Schüttorf |
| ---------------------------------------------- | ------------------------------ | ------------------------------ | ------------------------------ | ------------------------------ |
| Fraktion                                       | CDU/GRÜNE                      | SPD/FDP                        | Fraktionslos*                  | Gesamt                         |
| Sitze                                          | 18                             | 12                             | 2                              | 32                             |
| *je ein Mitglied von AfD und Schüttorfer Liste |                                |                                |                                |                                |

### Samtgemeindebürgermeister
Seit dem 1. Dezember 2005 ist Manfred Windhaus (parteilos) der erste hauptamtliche Samtgemeindebürgermeister. Bei der letzten Direktwahl am 13. September 2021 wurde er mit 61,53 Prozent der abgegebenen Stimmen für weitere acht Jahre im Amt bestätigt. Es waren zwei Gegenkandidaten angetreten. Die Wahlbeteiligung betrug 57,98 Prozent.
Bisherige Samtgemeindebürgermeister
- Gerhard Kethorn (16. Februar 1972 bis 1. Juli 1974)
- Hermann Brinkmann (1974–1988)
- Hermann Leerkamp (1989–1996)
- Rolf Ludwig (1996–2001)
- Arnold Werning (2001–2005)
- Manfred Windhaus (seit 2005)

### Wappen
Das Wappen der Samtgemeinde zeigt ein goldenes (gelbes) Staffelgiebelhaus auf dem roten Fond des Wappenschildes. Das Schildbild ist eine stilisierte Darstellung des historischen Rathauses zu Schüttorf.